# Sjevernokurdski jezik
Sjevernokurdski jezik (kermancî, kirmancî, kurdi, kurdî, kurmancî, kurmanji; ISO 639-3: kmr), zapadnoiranski jezik, član kurdskog makrojezika, kojim govori 9 320 240 ljudi u nekim zemljama zapadne (Turska, Kavkaz, Irak, Libanon, Sirija) i južne Azije (Afganistan, Iran). 
U Turskoj ga govori 3 950 000 ljudi (1980.), Iraku 2 800 000 (2004.) i Siriji 938 000 (1993.). Broj govornika uostalim zemljama je manji, po nekoliko desetaka tisuća u svakoj.
Postoje brojni dijalekti. U Turskoj se govore boti (botani), marashi, ashiti, bayezidi, hekari i shemdinani; u Iraku surchi, akre, amadiye, barwari jor, gulli, zakho i sheikhan; u Libanonu mhallami ili mardinli; te u Iranu sjevernokurdski (kurmanji), khorassani kurmanji.

## Vanjske poveznice
- Ethnologue (14th)
- Ethnologue (15th)